# Świca (przystanek kolejowy)
Świca (ukr. Свіча; ros. Свича) – przystanek kolejowy w miejscowości Tiapcze, w rejonie kałuskim, w obwodzie iwanofrankiwskim, na Ukrainie.
Nazwa pochodzi od pobliskiej rzeki Świcy.
Przystanek istniał przed II wojną światową. Nosił wówczas nazwę Tiapcze.